# 七虹香電擊作戰
《七虹香電擊作戰》是由AmberFilmWorks、Studio Fantasia共同原創製作的日本電視動畫作品。於2001年10月至同年12月在獨立局所屬的神奈川電視台、千葉電視台及衛星電視Kids Station首播。全部一共12話。
它是原創動畫作品，其後才有改編的漫畫。動畫版臺灣代理商博英社譯為《娜姬卡電擊大作戰》。

## 概要
該作品是自《AIKa》之後，另一部以間諜、動作為題材的動畫。製作人員與前作相同，內容和前作同樣有許多裙底風光場面。
但與前作不同的是，該作品特別強調戲仿「007系列」，其影響程度從基本的故事架構中可以看出。

## 登場人物
柊七虹香（聲：冬馬由美）
本作品主角。
里拉（聲：井端珠里）
玖洛玄人（聲：石塚運昇）
間島甚（聲：家弓家正）
御津星奇拉拉（聲：桑谷夏子）
海槻玲奈（聲：小林沙苗）
美鄉偲（聲：百百麻子）
艾麗絲（聲：白鳥由里）
冬月（聲：倉田雅世）
賽琳納（聲：小山裕香）
達妮埃拉（聲：井上喜久子）
廉博士（聲：佐久間玲）
千夏美香（聲：小林優子）
艾爾克莉娜（聲：雪野五月）
葛城梓（聲：榎本溫子）

## 製作人員
- 原作：Studio Fantasia
- 導演：西島克彥
- 人物設定、總作畫監督：山內則康
- 機械設定：田中良
- 美術監督：成田偉保
- 色彩指定：伊藤修子
- 攝影監督：林小次郎
- 音響監督：鶴岡陽太
- 錄音演出：田中一也（日语：たなかかずや）
- 音樂：兼崎順一
- 製片人：三木靖城、池口和彥（日语：池口和彦）、飯塚智久
- 動畫製作：AmberFilmWorks（日语：アンバーフィルムワークス）、Studio Fantasia
- 製作：Media Factory、GDH、日本古倫美亞、AmberFilmWorks、Studio Fantasia

## 主題曲
片頭曲「NAJICA」
作曲、編曲：兼崎順一，演奏：Diligent Circle of Ekoda
片尾曲「BODY&MIND」
作詞：夏野芹子，作曲：織田浩司，編曲：mondeskit，主唱：原田菜都實

## 各話列表
| 話數          | 日文標題 | 編劇     | 分鏡     | 演出       | 作畫監督        |
| ------------- | -------- | -------- | -------- | ---------- | --------------- |
| Mission 001   |          | 森健     | 下田正美 | 鈴木薰     | 田中良          |
| Mission 002   |          | 金卷兼一 | 森健     | 杉山慶一   | 波風立流        |
| Mission 003   |          | 關島真賴 | 下田正美 | 村山靖     | 宮前真一        |
| Mission 004   |          | 高山克彥 | 佐藤雄三 | 鈴木薰     | 櫻井正明        |
| Mission 005   |          | 金卷兼一 | 下田正美 | 石踊宏     | 澀谷一彥        |
| Mission 006   |          | 高山克彥 | 下田正美 | 園田雅裕   | 高乘陽子        |
| Mission 007   |          | 金卷兼一 | 川島宏   | 村山靖     | 宮前真一        |
| Mission 008   |          | 關島真頼 | 深海生物 | 吹杏薰治逢 | 內田孝 櫻井正明 |
| Mission 009   |          | 金卷兼一 | 下田正美 | 中村賢太郎 | 藤田麻里子      |
| Mission 010   |          | 関島眞頼 | 吉永尚之 | 渡邊哲哉   | 谷口守泰        |
| Mission 011   |          | 金卷兼一 | 佐藤雄三 | 鈴木薰     | 田中良          |
| Final Mission |          | 金卷兼一 | 下田正美 | 下田正美   | 山內則康        |

## 播放電視台
| 播放地區 | 播放電視台   | 播放日期                 | 播放時間                  | 所屬聯播網 | 備註   |
| -------- | ------------ | ------------------------ | ------------------------- | ---------- | ------ |
| 神奈川縣 | 神奈川電視台 | 2001年10月3日－12月26日  | 星期四 25時40分－26時10分 | 獨立局     |        |
| 千葉縣   | 千葉電視台   | 2001年10月4日－12月27日  | 星期五 24時00分－24時30分 | 獨立局     |        |
| 日本全國 | Kids Station | 2001年10月11日－12月27日 | 星期四 23時30分－24時00分 | 衛星電視   | 有重播 |

## 書誌情報

### 漫畫版
由田代琢也作畫，2002年至2003年在《月刊COMIC FLAPPER》（Media Factory）連載，全3冊。
| 冊數 | 發行日期  | ISBN               |
| ---- | --------- | ------------------ |
| 1    | 2002年3月 | ISBN 4-8401-0437-9 |
| 2    | 2002年9月 | ISBN 4-8401-0463-8 |
| 3    | 2003年3月 | ISBN 4-8401-0487-5 |

### 雜誌書
七虹香電擊作戰 任務報告
DNA工作室（今一迅社）發行。
2002年9月 ISBN 4-7580-1008-0

## 相關項目
- AIKa－與該作的製作人員和題材內容相同的OVA作品

## 外部連結
- .   [2017-07-20]. （原始内容存档于2016-08-21）. （日語）